# Yvette Clarke
Yvette Diane Clarke, née le 21 novembre 1964 à New York, est une femme politique américaine, élue démocrate de l'État de New York à la Chambre des représentants des États-Unis depuis 2007.

## Biographie
Yvette Clarke étudie à l'Oberlin College, dont elle sort sans diplôme. Elle effectue alors un stage avec le représentant démocrate Major Owens (en). Par la suite, elle travaille dans le domaine de l'enfance puis auprès de personnalité politiques new yorkaises.
En 2001, Clarke entre au conseil municipal de New York. Dans le 40e district (Flatbush, Crown Heights), elle succède à sa mère Una S. T. Clarke,,.
Lors des élections de 2004, elle se présente à la Chambre des représentants des États-Unis dans le 11e district de New York qui comprend le centre de Brooklyn. Comme sa mère quatre ans auparavant, elle tente sans succès de battre Owens lors des primaires démocrates. Lorsqu'Owens se retire en 2006, Clarke remporte la primaire démocrate avec 31 % des voix devant son collègue David Yassky (26 %), le sénateur Carl Andrews (23 %) et le fils du sortant Chris Owens (20 %). À la Chambre, elle est spécialiste en développement économique et appartient au comité de la chambre des représentants traitant des menaces émergentes et de la cybersécurité.
En 2018, Clarke affronte Adem Bunkeddeko lors des primaires démocrates. Son opposant la critique pour son manque d'efficacité, Clarke n'ayant pas présenté un seul texte qui soit devenu une loi depuis son élection au Congrès. Clarke dépense trois fois plus de fonds que son adversaire, qui reçoit cependant le soutien du New York Times. Elle ne remporte la primaire qu'avec 52 % des voix mais est assurée de l'emporter en novembre dans sa circonscription démocrate.